# Фандрей, Ян
Ян Фандрей (нем. Jan Vandrey; 11 декабря 1991, Шведт) — немецкий гребец-каноист, выступает за сборную Германии начиная с 2009 года. Чемпион летних Олимпийских игр в Рио-де-Жанейро, призёр молодёжных первенств Европы и мира, победитель и призёр регат национального значения.

## Биография
Ян Фандрей родился 11 декабря 1991 года в городе Шведт, федеральная земля Бранденбург. Активно заниматься греблей начал с раннего детства, проходил подготовку в Потсдаме в одноимённом спортивном клубе под руководством тренера Ральфа Вельке.
Дебютировал на международной арене в сезоне 2009 года, когда побывал на юниорском чемпионате мира и выступил в гонках на 500 и 1000 метров, заняв в этих дисциплинах четвёртое и пятое места соответственно. В 2012 и 2013 годах участвовал в молодёжных первенствах Европы и мира, выигрывал на них награды серебряного достоинства среди каноэ-одиночек.
Первого серьёзного успеха на взрослом международном уровне добился в сезоне 2016 года, когда попал в основной состав немецкой национальной сборной и благодаря череде удачных выступлений удостоился права защищать честь страны на летних Олимпийских играх в Рио-де-Жанейро. Вместе с титулованным напарником Себастьяном Бренделем стартовал в зачёте двухместных каноэ на дистанции 1000 метров — они с первого места квалифицировались на предварительном этапе и тем самым сразу же попали в главный финал «А». В финальном решающем заезде тоже пришли к финишу первыми, опередив ближайших преследователей бразильцев Эрлона Силву и Изакиаса Кейроса почти на секунду, и завоевали золотые олимпийские медали.